# Лункшоара (Бихор)
Лункшоара (рум. Luncșoara) насеље је у Румунији у округу Бихор у општини Аушеу. Oпштина се налази на надморској висини од 303 m.

## Становништво
Према подацима из 2002. године у насељу је живело 1045 становника.

### Попис2002.
| Расподела становништва по националности 2002.‍ | Расподела становништва по националности 2002.‍ | Расподела становништва по националности 2002.‍ | Расподела становништва по националности 2002.‍ | Расподела становништва по националности 2002.‍ |
| --------------------------------------------- | --------------------------------------------- | --------------------------------------------- | --------------------------------------------- | --------------------------------------------- |
|                                               |                                               |                                               |                                               |                                               |
| Румуни                                        | Румуни                                        |                                               | 802                                           | 77,0%                                         |
| Роми                                          | Роми                                          |                                               | 165                                           | 15,9%                                         |
| Словаци                                       | Словаци                                       |                                               | 74                                            | 7,1%                                          |